# مدال الکساندر اگسیز
مدال الکساندر اگسیز مدالی است که توسط آکادمی ملی علوم (به انگلیسی: National Academy of Sciences؛ به‌صورت مخفف NAS) که سازمانی غیرانتفاعی در ایالات متحده است به کسانی که در دانش اقیانوس نگاری فعالیت ارزنده‌ای داشته‌اند اهدا می‌شود. مبنای اهدای این مدال در سال ۱۹۱۳ توسط سر جان موری به افتخار دوستش الکساندر اگسیز نهاده‌شد.

## برندگان این مدال (به انگلیسی)
- ۱۹۱۳: Johan Hjort (۱۸۶۹-۱۹۴۸)
- ۱۹۱۸: Albert Ier de Monaco (۱۸۴۸-۱۹۲۲)
- ۱۹۲۰: amiral Charles Dwight Sigsbee (۱۸۴۵-۱۹۲۳)
- ۱۹۲۴:  Otto Pettersson  (۱۸۴۸-۱۹۴۱)
- ۱۹۲۶: ویلهلم بجرکنس (۱۸۶۲-۱۹۵۱)
- ۱۹۲۷: Max Carl Wilhelm Weber (۱۸۵۲-۱۹۳۷)
- ۱۹۲۸: Vagn Walfrid Ekman (۱۸۷۴-۱۹۵۴)
- ۱۹۲۹: John Stanley Gardiner (۱۸۷۲-۱۹۴۶)
- ۱۹۳۰: Ernst Johannes Schmidt (۱۸۷۷-۱۹۳۳)
- ۱۹۳۱: Henry Bryant Bigelow (۱۸۷۹-۱۹۶۷)
- ۱۹۳۲: Albert Defant (۱۸۸۴-۱۹۷۴)
- ۱۹۳۳: Bjørn Helland-Hansen (۱۸۷۷-۱۹۵۷)
- ۱۹۳۴: Haakon Hasberg Gran (۱۸۷۰-۱۹۵۵)
- ۱۹۳۵: مارتین نودسن (۱۸۷۱-۱۹۴۹)
- ۱۹۳۵: Thomas Wayland Vaughan (۱۸۷۰-۱۹۵۲)
- ۱۹۳۷: Edgar Johnson Allen (۱۸۶۶-۱۹۴۲)
- ۱۹۳۸: Harald Sverdrup (۱۹۲۳-۱۹۹۲)
- ۱۹۳۹: Frank Rattray Lillie (۱۸۷۰-۱۹۴۷)
- ۱۹۴۲: Columbus O'Donnell Iselin (۱۹۰۴-۱۹۷۱)
- ۱۹۴۶: Joseph Proudman (۱۸۸۸-۱۹۷۵)
- ۱۹۴۷: Felix Andries Vening Meinesz (۱۸۸۷-۱۹۶۶)
- ۱۹۴۸: Thomas Gordon Thompson (۱۸۸۸-۱۹۶۱)
- ۱۹۵۱: Harry A. Marmer
- ۱۹۵۲: Hildebrand Wolfe Harvey (۱۸۸۷-۱۹۷۰)
- ۱۹۵۴: Maurice Ewing (۱۹۰۶-۱۹۷۴)
- ۱۹۵۵: Alfred Clarence Redfield (۱۸۹۰-۱۹۸۳)
- ۱۹۵۹: Martin Wiggo Johnson (۱۸۹۳-۱۹۸۴)
- ۱۹۶۰: Anton Frederik Bruun (۱۹۰۱-۱۹۶۱)
- ۱۹۶۲: George Deacon (۱۹۰۶-۱۹۸۴)
- ۱۹۶۳: Roger Revelle (۱۹۰۹-۱۹۹۱)
- ۱۹۶۵: Sir Edward Bullard (۱۹۰۷-۱۹۸۰)
- ۱۹۶۶: کارل اکارت (۱۹۰۲-۱۹۷۳)
- ۱۹۶۹: Frederick Charles Fuglister (۱۹۰۹-۱۹۸۷)
- ۱۹۷۲: Seiya Uyeda
- ۱۹۷۳: John H. Steele
- ۱۹۷۶: Walter H. Munk (۱۹۱۷-)
- ۱۹۷۹: Henry Stommel (۱۹۲۰-۱۹۹۲)
- ۱۹۸۶: Wallace S. Broecker (۱۹۳۱-)
- ۱۹۸۹: Cesare Emiliani (۱۹۲۲-۱۹۹۵)
- ۱۹۹۲: Joseph L. Reid
- ۱۹۹۵: Victor V. Vacquier
- ۱۹۹۸: Walter C. Pitman, III
- ۲۰۰۱: Charles S. Cox
- ۲۰۰۴: Klaus Wyrtki
- ۲۰۰۷: James R. Ledwell